# クラウチ・エンドの怪
『クラウチ・エンドの怪』（クラウチ・エンドのかい、原題：英: Crouch End）は、アメリカ合衆国のホラー小説家スティーヴン・キングによる短編ホラー小説。クトゥルフ神話の1つ。
クラウチ・エンドの街は、ロンドン北に実在しており、その街を舞台としている。

## 沿革
作者夫妻がクラウチ・エンド在住の友人作家ピーター・ストラウブ宅に招待されたときに道に迷った経験が、本作のインスピレーションとなった。
アーカム・ハウス社からの依頼に応える形で執筆され、1980年の単行本に掲載された。この単行本は、日本では1983年に国書刊行会から『真ク・リトル・リトル神話大系6vol.1』『同6vol.2』として邦訳刊行された。1993年に短編集に収録され、2000年に邦訳版『ナイトメアズ&ドリームスケープス2 ヘッド・ダウン』が文藝春秋から刊行された。キングが再録に際して加筆訂正を加えているため、翻訳した国書初期版と文春改稿版では細部が異なる。
実写ドラマ化され、『スティーヴン・キング 8つの悪夢』の第2話に位置づけられている。
東雅夫は「モダン・ホラーの大御所キングが、アーカム・ハウスからの依頼に応えて、独自のスタイルで神話大系に本格挑戦した意欲作。異界との境界線にある街の不気味な雰囲気が、他所者の視点から見事に描きだされている」と解説している。
キングはラヴクラフトから影響を受けたことを幾度となく公言しているが、明確なクトゥルフ神話を書いたことはほとんどなく、過去最も意識して書いたであろう作品と分析されている。

## 作品内容
1974年8月19日、ロンドン片隅のクラウチ・エンドの派出所（警察署）に、一人の女性が駆け込んできたシーンから始まる。ドリス・フリーマンが自分たちの身に起こった出来事をファーナム巡査たちに証言し、ファーナムとドリス2人の視点が交互に切り替わるという構成をとっている。
フリーマン夫妻は、クラウチ・エンドに住む友人宅へと向かうが、道に迷ってしまう。民家の芝生に空いた穴から呻き声が聞こえ、夫は助けに向かうが、穴の中で何者かと争い、恐慌をきたして飛び出してくる。さまよう2人を、恐怖がじわじわと取り囲み、ついに夫は姿を消す。取り残された妻が見たものは、地の底から蠢き出る触手と、闇の中の巨眼。ヴェター巡査は、クラウチ・エンドを、異次元との防壁が薄い場所と説く。クラウチ・エンド派出所の奥のファイル（未処理の事件簿）には、常軌を逸した信用しがたい話の記録が幾つも保管されている。

### あらすじA
アメリカの弁護士フリーマン夫妻は、休暇旅行でロンドンを訪れる。夫妻は、クラウチ・エンド地区に住む友人から夕食に招待され、子供2人をホテルのベビーシッターに預けて出かける。しかしロニーは、タクシーに乗ろうとしたとき、友人の住所を記したメモを紛失してしまったことに気づく。すると運転手は、まずクラウチ・エンドまで乗せて行き、電話ボックスで住所を調べて、そこから目的地に向かえばよいと助言する。車中でドリスは新聞販売店前の「地底<アンダーグラウンド>の惨劇　六十名遭難」という妙な記載の看板に目をとられ、言いようのない不安に駆られる。降ろしてもらい、電話ボックスで住所を調べ終わると、タクシーがいなくなっていた。近くには片眼の猫と2人の子供たち。ロニーは子供たちに尋ねるも、「くたばっちまえ、アメ公！」と突き放される。2人は徒歩で友人宅に向かうことにする。
ヒルフィールド・アヴェニューの家並みを通る途中で、生け垣から低い呻き声が聞こえ、2人は足を止める。民家の庭で、芝生の一部が欠けて露出し「どこか人の形に似た」穴から、煙が渦巻くように立ち上っている。ロニーは、誰かがケガをしているのだろうかと、垣を通り抜けて敷地内へと入っていき、悲鳴を上げる。残されたドリスが、生け垣の向こうから格闘する物音を聞いて動転していると、ロニーが飛び出してくる。スーツは裂け、あちこちに黒いものがいっぱいに散って流れ、さっきの芝生にあいた穴と同じように煙を立てている。ロニーの顔からは血の気が失われており、声を荒げてドリスに走れと叫ぶ。混乱したドリスが生け垣に目をやると、何かが動いており、黒いものがぴちゃぴちゃと音を立てている。恐怖に竦みあがったドリスの腕を、ロニーは強引に腕を掴み、2人はひたすらに逃げる。ロニーは粘着物が付着した上着を脱ぎ捨てる。
走るのをやめたとき、クラウチ・レーンとノリス・ロードの交わる地点にいた。看板には「スローター・タウェンまであと1マイル」とある。ドリスは何を見たのかロニーに尋ねるも、ロニーは弱々しく「思い出せない」「何か音が聞こえて、いつの間にか走って逃げていた」「思い出したいとも思わない」と言うのみ。もはや友人宅訪問は放棄し、ホテルに帰ることを決断するも、タクシーが一台も見当たらない。
沈む夕陽に照らされつつ、ガード下を通り抜けているとき、何かがドレスの腕を掴む。ドリスは声を出せず、ロニーの手が離れてゆき、そのままロニーはふいと消えてしまう。ドリスの上腕を掴んだ怪人物は、不快な生活臭を放ちながら「煙草もってないか？」と尋ねてくる。毛むくじゃらの腕と緑の双眼しか視認できなかったが、ドリスはその眼を見て、こいつは先ほどの猫だという恐ろしい確信を抱く。そいつが影の中から顔を現してくる前に、ドリスは方向もかまわず駆け出す。どれくらい走ったのか、ロニーがいなくなったことを思い出してようやく正気に戻る。
日は沈んで夜となり、ドリスは夫の名を呼びながらさまよう。立ち並ぶ倉庫の看板の文字は<ドーグリッシュ・アンド・サンズ><アルハザード><CTHULHU KRYON><YOGSOGGOTH><R'YELEH><NRTESN NYARLAHOTEP>と、アラビア語が混ざったり、およそまともに発音できないような奇妙な名前が連なっている。はやく終わりが来ることを祈るドレスの前方には、先ほども出会った男の子と女の子がおり、2人は無垢を装った邪悪な言葉をドリスにかけてくる。夫をどこにやったのとヒステリックに問う彼女に対し、「地面の下よ」「標がついていたからね」「つぎはあんたね」と返答する。続いて少年が何かを唱えると、道路の表面が弛み、触手が出現する。蠢く表面は苦痛に歪んだ無数の人間の顔のようにも見え、中にはロニーらしき顔もあった。
そこからドリスには、筋道の通った記憶がない。気づいたときには新聞販売店の閉まった戸口でうずくまっていた。怯えながら歩き、出会った通行人に交番の場所を訪ねる。最初は親切な彼らであったが、ドリスの話を聞くと豹変し「またあれだ」「近寄るな！」と悲鳴を上げて去る。

### 登場人物A
- ドリス・フリーマン - 26歳。休暇旅行でロンドンに来たアメリカ人。子供が2人いる。
- レナード・フリーマン（ロニー） - 弁護士。大柄な体格。のんびり屋で自信家。
- ジョン・スクエイルズ - クラウチ・エンド地区のブラス・エンド在住の弁護士。フリーマン事務所とは提携している仕事仲間。
- タクシー運転手 - 丁寧な対応をしていたが、夫妻を置き去りにする。
- 隻眼の猫 - 大きな灰色の牡猫。顔の半分に引きちぎられたような傷跡が残る。
- 子供2人 - 右手の指が鉤爪のような畸形になっている男児と、5歳ほどの女児。
- 穴に潜むもの - いかなる光をも拒みつづけるが如き黒いもの。液体がはねかかるような音を立てる。
- ガード下に潜む影 - 腕は毛むくじゃら、緑の二つ眼は猫のよう。嗄れたコックニー口調で喋る。
- 触手 - 地の底から現れる。さらに小さな無数の触手で構成される。吸盤のようなものがついており、それらは人の顔のようにも見える。無数の人間が閉じ込められているらしい。さらに地下の闇の中には、巨大な眼のようなものがいる。
- 60がらみの男女 - 通行人。女性の方はイヴィという名前。ドリスに付き添おうとするも、タウェンにいたと察したとたんに掌を返し突き放す。
- 千人の子を連れた山羊 - 地の底にいる存在、らしい。改稿版のみに言及あり。

### あらすじB
10時15分、派出所に女が駆け込んでくる。夜勤のヴェター巡査とファーナム巡査は、彼女ドリスの奇妙な証言を聞き取る。
ヴェターは「タウンじゃないのかね」と尋ねるが、ドリスは「いいえ、Towenとeが付いていたんです」と回答する。ファーナムはレイモンド巡査部長に「クラウチ・レーンやノリス・ロードなんて知ってるか？」と問うも、レイモンドは知らないと即答し、「タウェンといえば、旧いドルイド教の言葉で、生贄を捧げる儀式を行う場所だ」「だからもしタウェンを知っていたら、おれなら近づかないようにするぜ」と続ける。若いファーナムはいかれ女の妄想と結論付けるが、ヴェターは長年の勤務経験から、ここクラウチ・エンドでは妙な事件が頻発し、「奥のファイル」（未処理の事件簿）にはドリスの話に似た事件が幾つも記録されているのだと説明する。
「おれたちのいる世界ってのは、普段はちゃんとした、まともな世界だと思ってるが、じつは空気のいっぱい詰まった大きな皮のボールみたいなものじゃないだろうか、とな。ところが何箇所かは、その皮がすり減ってほとんど破れそうなくらいになっている。そこがつまり……防壁の薄い場所ってことだ」「で、つまりクラウチ・エンドは、そういう防壁の薄い場所のひとつじゃないかと思うわけだ。ハイゲイトならまず大丈夫。マスウェル・ヒルやハイゲイトなら、異次元と、この世界のあいだにじゅうぶん安心できるくらいの厚みがあるからな」「もし“皮の薄い地点”というようなものがあるとしたら、そのひとつがアーチウェイやウィンズベリー・パークあたりから始まっているんだろうと……だが本当に薄くなっているのは、このクラウチ・エンドだ」
午前2時半過ぎ、看護婦が呼ばれ、ドリスをホテルまで送り届ける。ヴェターは外の空気を吸うために外に出る。残されたファーナムは、ヴェターを探して街角まで歩いていく。5分後、反対側からヴェターが帰って来たとき、ファーナムの姿はなかった。あと1分早ければ、佇むファーナムの姿がふっと消えてしまうのを目撃したはずである。
ドリスはアメリカに帰国した後に自殺を図り、サナトリウムに入る。ファーナム巡査の妻シーラは、陰謀を疑いロンドン警察庁に問い合わせを続けたが、夫の行方は杳として知れず、やがて離婚を成立させて別の男性と結婚する。ヴェターは事件の4ヶ月後に早期退職を果たすが、6ヶ月後に心臓麻痺で死ぬ。
さて実は、ロニー・フリーマンとロバート・ファーナムは同じ場所にいた。「奥のファイル」の中で、ファーナムとフリーマンの2枚の報告書は、アルファベット配列の偶然から隣り合っている。閑静なロンドン郊外のクラウチ・エンドでは、不思議な事件が跡を絶たない。

### 登場人物B
- テッド・ヴェター巡査 - クラウチ・エンド派出所[注 1]勤務の警官。50代。ラヴクラフトを読んでいる。
- ロバート・ファーナム巡査 - 27歳。配置換えになってクラウチ・エンドに来た。早く巡査部長に出世したい。
- シド・レイモンド巡査部長 - 荒くれ警官。
- シーラ・ファーナム - ファーナム巡査の妻。双子の2歳の娘がいる。

## 収録
初期版「クラウチ・エンドの怪」福岡洋一訳
- 国書刊行会『真新編真ク・リトル・リトル神話大系6vol.1』
- 国書刊行会『新編真ク・リトル・リトル神話大系6』

改稿版「クラウチ・エンド」小尾芙佐訳
- 文春文庫『ナイトメアズ&ドリームスケープス2 ヘッド・ダウン』
- 文春文庫『メイプル・ストリートの家』